# Cryptotis montivaga
Cryptotis montivaga là một loài động vật có vú trong họ Chuột chù, bộ Soricomorpha. Loài này được Anthony mô tả năm 1921.

## Hình ảnh

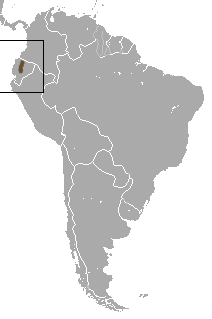